# Guerra civile dei cinque re
La guerra civile dei cinque re (482–434 a.C.) è una leggendaria guerra scoppiata in Britannia e di cui parla Goffredo di Monmouth nella sua Historia Regum Britanniae. Iniziò quando alla morte di re Gorboduc i suoi figli, Ferrex e Porrex, entrarono in conflitto per chi sarebbe divenuto re dei britanni. Ferrex lasciò la Britannia e condusse un esercito di Franchi guidati dal loro re Suhard per combattere il fratello, ma l'armata fu sconfitta e Ferrex ucciso da Porrex. Quest'ultimo, però, regnò per breve tempo, perché fu ucciso dalla madre Judon nel suo letto.
Entrambi i sovrani morirono giovani, e così scoppiò la guerra tra coloro che intendevano salire sul trono. L'ordine fu ristabilito solo con la presa del potere da parte di Dunvallo Molmuzio, re di Cornovaglia, figura impavida e molto coraggiosa, che sconfisse Pinner, re di Loegria. Allora Rudauco, sovrano di Cambria, e Staterio, re di Alba, si allearono e devastarono gran parte delle terre di Dunvallo. alla fine i due schieramenti si affrontarono in campo aperto e Dunvallo sconfisse i nemici, uccidendo i due re.
Questa battaglia segnò la fine della guerra civile e così Dunvallo divenne sovrano unico della Britannia. I suoi discendenti sarebbero rimasti al potere per molti anni.